# Orchestre symphonique national de Lettonie
L'Orchestre symphonique national de Lettonie (Latvijas Nacionālais simfoniskais orķestris en letton), aussi connu internationalement sous le nom de Latvian National Symphony Orchestra (LNSO), est un orchestre symphonique fondé en 1926, basé à Riga.

## Historique
L'Orchestre symphonique national de Lettonie prend la suite d'un orchestre fondé en 1909 par Georg Schnéevoigt et dirigé par lui jusqu'en 1914.
Créé en 1926, l'orchestre est historiquement la première formation permanente de Lettonie.
L'ensemble assure à l'origine les services de la radiotélévision lettone et de l'opéra de Riga avant de devenir une institution artistique indépendante à compter de 1997.
Entre 2013 et 2021, le directeur musical de l'orchestre est Andris Poga (en). En 2022, Tarmo Peltokoski lui succède.

## Chefs permanents
Comme chefs, se sont succédé à la tête de la formation :
- Arvīds Pārups (1926-1946)
- Jānis Mediņš (1928-1944)
- Arvid Janssons (1944-1952)
- Dimitri Kulkov (1945-1949)
- Leonids Vigners (1949-1963)
- Edgars Tons (1963-1966)
- Leonids Vigners (1966-1974)
- Vassili Sinaïski (1975-1987)
- Nazim Oroudjev
- Paul Mägi (1990-1994)
- Terje Mikkelsen (1997-2001)
- Olari Elts (2001-2005)
- Gints Glinka (2006-2009)
- Karel Mark Chichon (2009-2013)
- Andris Poga (en) (2013-2021)
- Tarmo Peltokoski (depuis 2022)

## Créations
L'orchestre a créé plusieurs partitions de Romualds Kalsons (Concerto pour violoncelle, 1970 ; Concerto pour violon, 1978 ; Variations symphoniques pour piano et orchestre, 1980) et Peteris Vasks (Véstijums, 1983 ; Lauda, 1987).